# 大橋夏菜
大橋 夏菜（おおはし かな、1982年8月17日 - ）は、日本の女性CMモデル、タレント、女優。本名同じ。 セントラルジャパン所属。岐阜県出身。

## 略歴・人物
二輪車メーカーのスズキやタイヤーメーカーのブリヂストン等のキャンペーンガールとして活動してきた。TVでは、飲料メーカーや化粧品メーカーのCM等、その他、バイク雑誌等、その他の企業の広告でモデルとして活躍してきた。
趣味は読書、映画鑑賞、イタリア語、料理。特技はピアノ。姉が1人いる。

## 出演

### テレビ番組
- ハワイに恋して2（BS12 トゥエルビ・2017年7月～）リポーターとして出演

### 雑誌
- エイ出版社「BikeJIN/培倶人」（ばいくじん）

### 広告
- ハラグループ
  - 橋本自動車学校
  - セパルライディングスクール

### CM
- ココスプレミアムハンバーグ （2016年４月- ）
- キリン一番搾り （20年10月 - ）
- ピュオーラ
- サントリーBOSS 贅沢微糖
- 伊藤園カテキンジャスミン茶
- イトーヨーカドー BODY HEATER
- コカコーラGEORGIA Summer
- はるやま商事 アイスーツ 「家族のうた」篇 (2014年）[3]
- ロート製薬 IROHADA

### その他
- 全日本ロードレース選手権「Moto Mapガールズ」（2005年 - 2006年）[4]
- 東京オートサロン2008 ブリヂストンブースコンパニオン[5]
- LOST AND FOUND 出演(本願寺ブディストホール)
- LION（2012年開催） - 出演